# The Bottrops
The Bottrops est un groupe de punk rock allemand, originaire de Berlin.

## Histoire
Le groupe est formé en mars 2006 par les trois anciens membres de Terrorgruppe Slash Vicious, Johnny Bottrop et Steve Machine West et Bang Bang Benno, un ancien membre du groupe Xarecrows.
À l'automne 2006, Steve Machine West décide de quitter le groupe et est remplacé par Cris Crise, qui crée notamment Cut My Skin. À l'hiver 2008, Cris Crise quitte le groupe et est remplacé par Robo Borowski, qui jouait dans les Xarecrows. Un an plus tard, Robo Borowski doit quitter le groupe pour raisons de santé. The Ace (ex-The Breathalyzers, ex-Utopia Now) prend sa place à la batterie. Il part en 2012 après les enregistrements du troisième album Hinterhofhits. Depuis lors, Stevo Petrocelli est le batteur de The Bottrops.
Les premiers enregistrements du groupe sont d'abord publiés en 2006 uniquement en téléchargement sous le titre Unterhund-EP. Le 25 mai 2007, le groupe sort son premier album éponyme. Le 24 avril 2009 apparaît le deuxième album Entertainment Overkill puis un troisième Hinterhofhits le 23 novembre 2012.

## Discographie
Single
- 2006 : Unterhund-E.P.

Albums
- 2007 : The Bottrops (Destiny-Records/SPV)
- 2009 : Entertainment Overkill (Destiny-Records/SPV)
- 2012 : Hinterhofhits (Destiny-Records)